# Aleksander Ładoś
Aleksander Wacław Ładoś [alɛ'ksandɛr 'wadoɕ] (27. december 1891 - 29. december 1963) je bil poljski politik in diplomat, ki je v letih 1940–45 vodil poslaništvo Poljske v Švici. Ładoś je bil član in dejanski vodja skupine Ładoś, tajne operacije poljskih diplomatov in judovskih organizacij, ki so pomagale rešiti nekaj sto Judov pred holokavstom, tako da so jim priskrbeli ilegalne latinskoameriške, večinoma paragvajske, potne liste. 

## Zgodnje življenje
Aleksander Wacław Ładoś se je rodil v mestu Lvov v Avstro-Ogrski (danes Lviv, Ukrajina). Bil je mlajši sin Jana Ładośa, poštnega uradnika, in Albine, por. Kalous. Ładoś je končal IV klasično gimnazijo v Lvovu. Leta 1913 se je pridružil poljski ljudski stranki "Piast" in spoznal njuna voditelja Wincentyja Witosa in Jana Dąbskega. Po izbruhu prve svetovne vojne se je pridružil poljski vzhodni legiji. Avstro-Ogrske oblasti so ga izgnale, zato je Ładoś pobegnil v Švico in tam nadaljeval svoj študije v Lozani, hkrati pa je bil politično aktiven v poljski diaspori. 
Ładoś se je spomladi 1919 vrnil v na novo neodvisno Poljsko in se pridružil poljski diplomatski službi. Do pomladi 1920 je bil delegat za vprašanje plebiscita v Cieszyn Šleziji, Spišu in Oravi. Na koncu ni prišlo do glasovanja za ureditev meje med Poljsko in Češkoslovaško, končno črto pa so zarisali na konferenci v mestu Spa v Belgiji. Od aprila 1920 je Ładoś delal na sedežu poljskega zunanjega ministrstva v Varšavi in kmalu postal vodja oddelka za stike z javnostjo. 
Ładoś je bil v letih 1920–21 tajnik poljske delegacije na mirovnih pogajanjih s Sovjetsko Rusijo v Minsku in Rigi, ki so odločala o prihodnjih mejah druge Poljske republike. Po vojni je Ładoś postal vodja centralno-evropskega oddelka na Ministrstvu za zunanje zadeve, 9. oktobra 1923 pa je bil imenovan za pooblaščenca za Latvijo. Kot politični sovražnik Józefa Piłsudskega je Ładoś izgubil službo po državnem udaru maja 1926, a je bil hitro imenovan za generalnega konzula Poljske v Münchnu. Kmalu po tem ko je Józef Beck postal podpredsednik za zunanje zadeve, je bil Ładoś razrešen in odpuščen iz službe. 
Med letoma 1931 in 1939 je delal kot urednik in kolumnist ter pisal za različne opozicijske časopise. Postal je odkriti kritik Józefa Becka, ki je medtem zamenjal Augusta Zaleškega za zunanjega ministra. Ładoś je menil, da bi si morala Poljska prizadevati za zbliževanje s Sovjetsko zvezo kot možnim zaveznikom proti nacistični Nemčiji in se zavzemal za tesnejše sodelovanje s Češkoslovaško. Politično je bil blizu pro-demokratičnega in pro-francoskega Fronta Morgesa, sprijaznil pa se je z generalom Władyslavom Sikorskim, ki bo pozneje postal predsednik vlade poljske vlade v izgnanstvu in poveljnik poljskih oboroženih sil. Po nemški invaziji na Poljsko se je Ładoś med 3. oktobrom in 7. decembrom 1939 odpravil v Romunijo, da bi se kot minister brez listnice pridružil poljski vladi v izgnanstvu. Med 24. majem 1940 in julijem 1945 je bil izredni poslanec in pooblaščeni minister Poljske v Švici . Švico so kmalu po njegovi nominaciji v celoti obkrožile sile osi in Višijska Francija. Zaradi nemškega pritiska Ładoś ni uspel izročiti poverilnega pisma in imel nižji naziv odpravnika poslov. 

### Ładośeva skupina in reševanje žrtev holokavsta
Ładoś je med svojim dejanskim veleposlaniškim delom v Bernu vodil tajno operacijo "Zadeva potni listi", s katero naj bi Judom v nemško okupirani Poljski priskrbeli latinskoameriške potne liste s strogim sodelovanjem s predstavniki judovskih organizacij v Švici. Prazne potne liste je med decembrom 1941 in jesenjo 1943 odkupil častni konzul Paragvaja Rudolf Hüggli, izpolnil pa jih je Ładośev podrejeni konzul Konstanty Rokicki, včasih tudi poljsko-judovski diplomat Juliusz Kühl.
Ładoś je neposredno posredoval pri švicarskem zveznem svetovalcu Marcelu Pilet-Golazu, da bi spregledal nezakonit postopek. Drugi ljudje, ki so bili vključeni v tajno Ładośevo skupino, so bili Ładośev namestnik svetovalca Stefan J. Ryniewicz ter Juda Chaim Eiss in Abraham Silberschein, člana judovskih organizacij, katerih glavna naloga je bila pretihotapiti sezname upravičencev in kopije nezakonito pridobljenih potnih listov med Bernom in Poljsko pod nemško okupacijo. Nosilci takšnih potnih listov niso bili poslani v nacistična taborišča smrti, temveč so bili nameščeni v internacijskih taboriščih v Vittelu, Franciji ali Bergen-Belsenu v Nemčiji. Novinarja Zbigniew Parafianowicz in Michał Potocki pravita, da jih je vsaj 400 preživelo vojno. Ładoś je januarja 1944 poljsko vlado v izgnanstvu uspešno pozval, naj pomaga pri pridobivanju uradnih priznanj paragvajskih potnih listov - kar se je končno zgodilo februarja 1944. Poljsko poslaništvo pod Ładośem je prav tako omogočilo judovski družini Sternbuchs iz Montreuxa, da je uporabila poljske zveze in pošiljala sporočila članom newyorške judovske diaspore ter jih obveščala o holokavstu. 

### Kasnejše življenje in smrt
Ładoś je julija 1945 uradno podprl koalicijsko vlado na Poljskem in odstopil kot odposlanec. Namesto da bi se vrnil na Poljsko, se je odločil ostati v Švici, kjer je deloval kot posebni odposlanec legalne opozicijske Poljske ljudske stranke in njenega vodje Stanisława Mikołajczyka. Do jeseni 1946 se je preselil v Clamart blizu Pariza. Hudo bolan se je julija 1960 vrnil na Poljsko. Ładoś je umrl v Varšavi, 29. decembra 1963 in je pokopan na pokopališču Powązki. 
Zapustil je tri zvezke neobjavljenih in nedokončanih spominov. 

### Pravičnik med narodi
Aprila 2019 so Yad Vashemov naziv "Pravičnik med narodi" podelili Konstantynu Rokickiemu. Aleksandru Ładośu in Stefanu Ryniewiczu so ponudili "zahvalo", z obrazložitvijo, da je Rokicki vodil Ładośevo skupino. Dokument je Ładośa in Ryniewicza napačno imenoval "konzula". Odločitev je sprožila ogorčenje in zgražanje med družinskimi člani drugih dveh, takrat že preminulih, poljskih diplomatov in med preživelimi. Enajst od njih je podpisalo odprto pismo Yadu Vashemu. Rokickijev bratranec ni želel sprejeti medalje dokler tudi dva druga poljska diplomata, Rokickijeva nadrejena, ne bi bila priznana kot Pravičnika med narodi. Poljski veleposlanik v Švici Jakub Kumoch, ki je prispeval k odkritju Rokickija, je tudi zavrnil razlago Yad Vashema, ki navaja, da je Rokicki delal pod Ładośem in Ryniewiczom.